# Ernst von Richthofen
Freiherr Ernst Carl Felix von Richthofen (* 24. Juli 1825 in Brechelshof, Landkreis Jauer; † 9. Mai 1892 in Berlin) war ein deutscher Jurist und Politiker. Er war Abgeordneter im Preußischen Abgeordnetenhaus (1862–1870).

## Leben
Ernst von Richthofen stammte aus dem Adelsgeschlecht der Richthofen. Er war ein Sohn des Landrats Karl von Richthofen (1787–1841), sein älterer Bruder war der Rechtshistoriker Karl von Richthofen (1811–1888). Er studierte Rechtswissenschaften in Bonn, wo er 1847 Mitglied der Bonner Burschenschaft Frankonia wurde. Nach seinem Studium wurde er nach seinem Erbe Besitzer der Güter Brechelshof, Tscharnikau, Tschierschkau, Klein Schönbrück, Niederstreit und Mittelfaulbrück. Er war Kreisdeputierter von Jauer und von 1862 bis 1870 Mitglied des Preußischen Abgeordnetenhauses für die Wahlkreise 6, 7 und 9 in Liegnitz. Er gehörte der Rechte/Grabow, den Konstitutionellen und den Altliberalen an.